# 소마역
소마역(일본어: 相馬駅)은 일본 후쿠시마현 소마시에 있는, 동일본 여객철도의 철도역이다.

## 역 구조
2면 2선 구조의 지상역이다. 2번 승강장과 역사는 과선교로 이어져 있다.
2011년 12월에 운행을 재개한 후는 역사쪽에 있는 1번 승강장만이 사용된다.

### 승강장
| 번선       | 노선     | 방향 | 행선                     | 비교 |
| ---------- | -------- | ---- | ------------------------ | ---- |
| 1          | ■ 조반선 | 하행 | 이와누마 · 센다이 방면   |      |
| 1          | ■ 조반선 | 상행 | 하라노마치 · 오다카 방면 |      |
| 2          | ■ 조반선 | 상행 | 하라노마치 · 오다카 방면 |      |
| 역 앞 광장 | ■ 조반선 | 하행 | 신치·와타리 방면         |      |

## 역세권 정보
- 소마 시청
- 국도 제6호선
- 국도 제113호선
- 국도 제115호선

## 역사
- 1897년 11월 10일: 닛폰 철도 나카무라역(中村駅)으로 영업 개시.
- 1906년 11월 1일: 국유화.
- 1961년 3월 20일: 소마역으로 명칭 변경.
- 1987년 4월 1일: 민영화에 따라 동일본 여객철도의 소속이 되었다.
- 2009년 3월 14일: Suica 도입.
- 2011년
  - 3월 11일: 동일본 대지진으로 영업이 중단되었다.
  - 12월 21일: 하라노마치 ~ 당역 구간이 운행 재개.
- 2016년 12월 10일: 당역 ~ 하마요시다 구간이 운행 재개.[1]

## 인접역
| 동일본 여객철도 조반선 | 동일본 여객철도 조반선 | 동일본 여객철도 조반선 |
| ---------------------- | ---------------------- | ---------------------- |
| 닛타키 오다카 방면     | ■ 보통                 | 고마가미네 센다이 방면 |